# Szurpek bezzębny
Szurpek bezzębny (Orthotrichum gymnostomum Bruch ex Brid.) – gatunek mchu należący do rodziny szurpkowatych (Orthotrichaceae). Rośnie na korze drzew liściastych.

## Rozmieszczenie geograficzne
Gatunek występuje w Europie, Ameryce Północnej (Nowa Fundlandia) oraz w Japonii.

## Ochrona
Roślina objęta jest w Polsce częściową ochroną gatunkową na podstawie Rozporządzenia Ministra Środowiska z dnia 9 października 2014 w sprawie ochrony gatunkowej roślin. W latach 2004–2014 podlegała ochronie ścisłej.